# Erik Cent
Gerhardus Engelbertus Cent (Goor, 29 maart 1962) is een Nederlandse voormalig weg- en baanwielrenner. 
Hij nam deel aan de Olympische Zomerspelen van 1988 waar hij samen met Mario van Baarle, Marcel Beumer en Leo Peelen een twaalfde plaats behaalde op de ploegenachtervolging. Op de individuele achtervolging behaalde hij een zestiende plaats. Vier jaar later nam hij weer deel aan de spelen dit maal alleen op de ploegenachtervolging, waar hij samen met Gerben Broeren, Servais Knaven en Niels van der Steen twaalfde werd.

## Belangrijkste uitslagen

### Wegwielrennen
1985
Dwars door Gendringen
1986
Dwars door Gendringen
1988
3e etappe Ster van Brabant
Eindklassement Ronde van Berlijn
Proloog Olympia's Tour

### Baanwielrennen
| Jaar     | NK            | EK       | WK                      | Overig                                                         |
| Amateurs | Amateurs      | Amateurs | Amateurs                | Amateurs                                                       |
| -------- | ------------- | -------- | ----------------------- | -------------------------------------------------------------- |
| 1987     | achtervolging |          |                         |                                                                |
| 1988     | achtervolging |          |                         | Olympische Spelen: 12e ploegenachtervolging, 16e achtervolging |
| 1989     |               |          |                         |                                                                |
| 1990     | achtervolging |          |                         |                                                                |
| 1991     | achtervolging |          | 6e ploegenachtervolging |                                                                |
| 1992     | puntenkoers   |          |                         | Olympische Spelen: 12e ploegenachtervolging                    |